# Calumet Farm
Calumet Farm är ett stuteri beläget i Lexington i Kentucky i USA. Stuteriet grundades 1924 av William Monroe Wright, grundare av Calumet Baking Powder Company. Calumet Farm ligger i hjärtat av regionen Bluegrass, som är en välkänd region för hästavel.
Calumet Farm har fött upp flera segrare av Kentucky Derby och Triple Crown, och har sedan starten fött upp några av de största fullblodshästarna genom tiderna.

## Historia
Calumet hade ursprungligen sitt säte i Libertyville, Illinois, men flyttades senare till Lexington, då Kentucky hade ett mer gynnsamt klimat. Wright förvärvade mark i Lexington och flyttade sin avelsverksamhet av amerikanska travare, då travsport var den mest populära typen av hästkapplöpning. 1931 vann stuteriets travare "Calumet Butler" dagens mest prestigefyllda travlopp, Hambletonian Stakes.
Efter Wrights död, 1932, tog hans son Warren Wright, Sr. över verksamheten och gjorde om den till uppfödning av fullblod, samt träning, något som gjorde att Calumet Farm utvecklades till ett av Nordamerikas mest framgångsrika fullblodsstall.
1940 anlitades Ben A. Jones som privattränare för Calumet Farm, och blev även ansvarig för deras avelsverksamhet. Under Ben Jones blev Calumet ett av de största stallen i galoppsporthistorien, mycket tack vare hingsten Bull Lea. Mellan 1938 och 1952 segrade Jones i hela sex stycken Kentucky Derbys som tränare. Rekordet stod sig ända till 2020, då Bob Baffert tog sin sjunde seger i löpet. Jones tränade även två amerikanska Triple Crown-vinnare, Whirlaway och Citation.
1948 utsågs Ben Jones till general manager för Calumet Farm och hans son Horace A. "Jimmy" Jones tog över jobbet som huvudtränare.
Calumet Farm lades till i National Register of Historic Places 1991.